# 56網
56.com，又名我乐网、56网，2005年4月正式上线，是中国最早的在线视频分享网站，由网易前雇员周娟创办。該網的影片以社群分享為主，提供許多博主製作的短片，內容類似YouTube而不是中國大陸视频分享网站主流的電影電視劇。

## 历史
- 2006年8月，56.com在中国宽频播客峰会被评选为中国播客网站top10之首。
- 2006年10月，56.com北京办事处成立，业务继续迅猛扩张。
- 2006年10月13日，56.com入选中国最具有投资价值企业50强，是唯一入选的视频分享网站。
- 2007年8月，56.com进入中国网站十强，在视频分享网站中率先进入世界排名前100强。
- 2007年10月，北京我乐信息科技有限公司成立，56.com总部移师北京。
- 2007年11月，56网荣登“中国最具投资潜力科技创新企业TOP50榜”
- 2007年11月，56网荣获由中国国际文化创意产业博览会、中国光华科技基金会主办的2007年度中国创意产业100强
- 2008年11月，被全球著名市场调研机构comScore评为2008年度全球20大社交网站，中国仅百度贴吧及56网入围。
- 2009年5月，56.com上海办事处成立，业务继续迅猛扩张。
- 2009年5月，领先的互联网数据提供商讯实网络发布了3月份网吧数据排名，监测数据显示56网以22.49%的到达率位列视频网站第一阵营。
- 2011年9月27日，人人公司（NYSE：RENN）对外宣布将以8000万美元全资收购56网，通过此次收购，56网将成为人人公司的全资子公司。[2]
- 2014年10月31日，搜狐与人人网达成协议，宣布收购人人网旗下的56网，但未透露交易金额。[3]

## 合作伙伴
56网与包括湖南卫视、凤凰卫视、华娱卫视、NBA、中国电影集团公司、保利博纳、环球音乐、华谊兄弟、英皇娱乐等100多家电视台、影视机构、唱片公司等达成了长期战略合作关系。

## 相關事件
2008年6月3日，56网突然不能访问，原因不明；6月4日，网站称是因为机房线路故障；6月8日网站首页出现官方公告，表示关闭网站是对系统进行维护升级，没给出重开时间。网民对真正的关站原因议论纷纷，很多人认为56网被关闭是因为没取得视频牌照，时逢广电总局公布第二批《信息网络传播视听节目许可证》，即视频牌照，国内3家最大的民营在线视频网站均未获批，此前土豆网曾被关停整改一天，优酷网也在6月4日晚停止服务一小时，因这次事件与网络审查有关，所以受人关注。事隔一个多月之后，2008年7月11日，56网重新上线。

## 资料来源
1. ↑  .   [2010-04-20]. （原始内容存档于2010-05-22）.
2. ↑  .   [2012-12-16]. （原始内容存档于2012-09-05）.
3. ↑  . 腾讯. 2014年10月31日  [2014-11-29]. （原始内容存档于2014-12-05）.
4. ↑  .   [2009-09-12]. （原始内容存档于2008-10-12）.
5. ↑  .   [2009-09-12]. （原始内容存档于2020-04-13）.
6. ↑  .   [2009-09-12]. （原始内容存档于2008-07-15）.
7. ↑  .   [2009-09-12]. （原始内容存档于2008-06-09）.